# Lisa Blunt Rochester
Lisa LaTrelle Blunt Rochester (született: Blunt; Philadelphia, Pennsylvania, 1962. február 10. –) amerikai politikus, az Egyesült Államok szenátora Delaware államból. 2017 és 2025 között az állam egyetlen képviselőházi képviselője volt. A Demokrata Párt tagja, az első nő és az első afroamerikai, aki az államot a Kongresszusban képviselte.
Philadelphiában született, hét éves korában költözött családjával a delaware-i Wilmingtonba. Egyetemi éveit a Villanova Egyetemen kezdte meg, majd a Delaware-i Egyetemen fejezte be. Idő előtt elhagyta az egyetemet, hogy Európába költözött, majd később visszatért az Egyesült Államokba, hogy a Fairleigh Dickinson Egyetemen megszerezze alapdiplomáját, majd mesterképzést végzett a Delaware-i Egyetemen.
Politikai pályafutását Tom Carper képviselő (majd kormányzó) alatt kezdte meg 1989-ben. 1993-ban az állam helyettes egészségügyi minisztere, majd öt évvel később munkaügyi minisztere lett. 2016-ban választották meg az Egyesült Államok Képviselőházába. Az ezt követő években támogatta a Donald Trump ellen indított eljárások mindegyikét, majd Joe Biden elnöksége alatt 2022-ig támogatta a delaware-i politikus minden javaslatát, akinek 2020-ban kampányelnöke volt. Ugyan először támogatta Izrael megsegítését a Hamász elleni háborújában, később már ellene szavazott.
A 2024-es választáson elindult Delaware egyik szenátori pozíciójáért, megválasztása után az első nő és az első színesbőrű szenátor lett az államból.